# 1199 Geldonia
1199 Geldonia è un asteroide della fascia principale del diametro medio di circa 31,25 km. Scoperto nel 1931, presenta un'orbita caratterizzata da un semiasse maggiore pari a 3,0190074 UA e da un'eccentricità di 0,0278086, inclinata di 8,77201° rispetto all'eclittica.
Il suo nome fa riferimento a Jodoigne, la città natale dello scopritore, in Belgio, di cui Geldonia era l'antico nome.